# 佐世保鉄道事業部

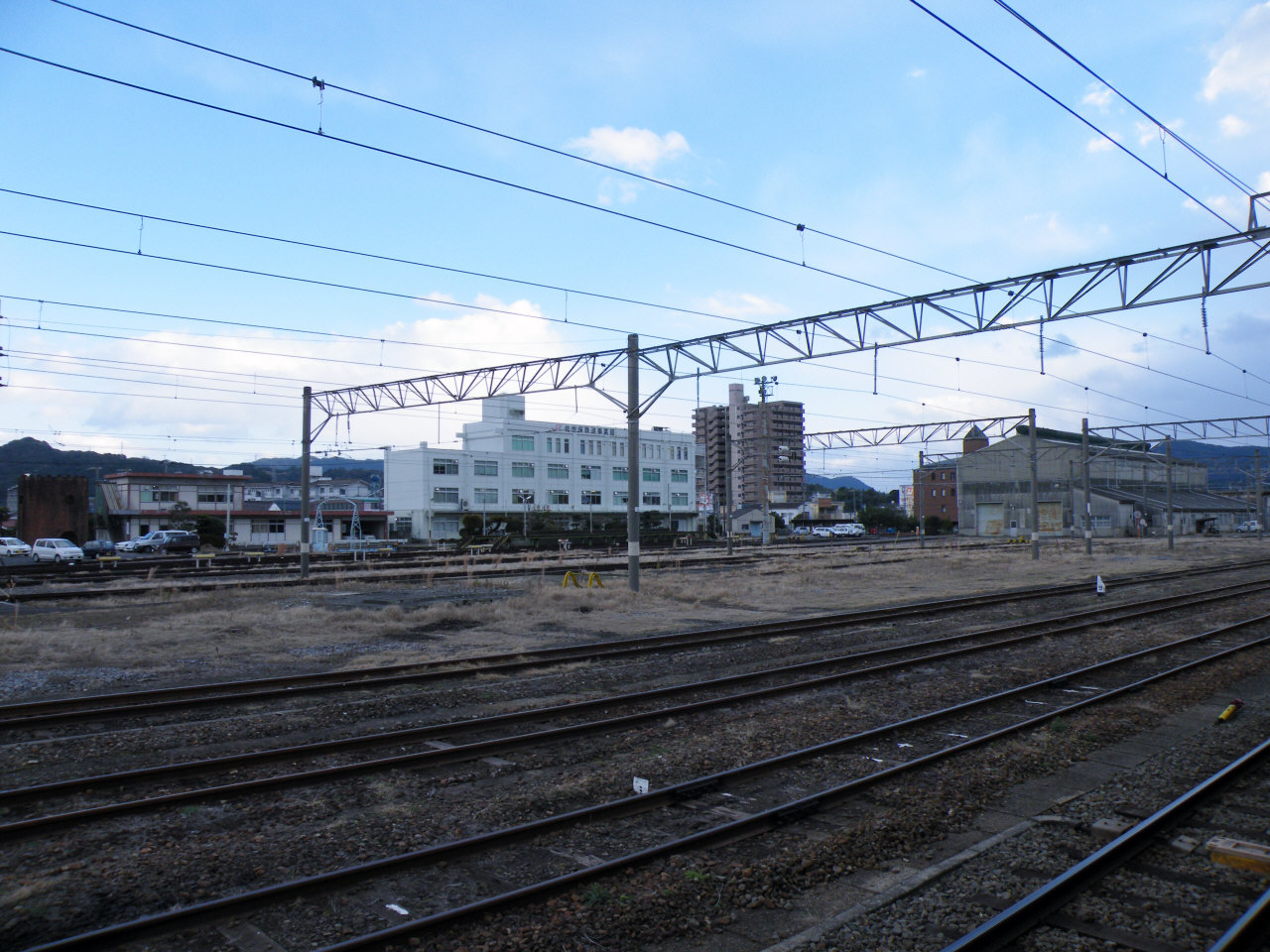
佐世保鉄道事業部（早岐駅ホームより）

佐世保鉄道事業部（させぼてつどうじぎょうぶ）とは、長崎県佐世保市の早岐駅構内にあった九州旅客鉄道（JR九州）の事業部の一つ。長崎支社の管轄。

## 旧管轄路線
※ 管轄境界駅については、当時佐世保鉄道事業部が管理を担当している駅を記載している。
- 佐世保線[1]（全線。ただし、肥前山口駅は本社鉄道事業本部佐賀鉄道事業部の直轄）
- 大村線[1]（早岐 - 南風崎間）

## 歴史
- 1999年（平成11年）6月1日 - 佐世保鉄道事業部発足[1][2]。
- 2013年（平成25年） - 組織改正により長崎鉄道事業部へ統合の上、廃止。